# Herbjarnarfell
Herbjarnarfell är ett berg i republiken Island. Det ligger i regionen Suðurland, 130 km öster om huvudstaden Reykjavík. Toppen på Herbjarnarfell är 922 meter över havet, eller 281 meter över den omgivande terrängen. Bredden vid basen är 3,4 km.
Trakten runt Herbjarnarfell är nära nog obefolkad, med mindre än två invånare per kvadratkilometer. Det finns inga samhällen i närheten. Trakten runt Herbjarnarfell består i huvudsak av gräsmarker.